# Hogenskild Bielke
Hogenskild Bielke, född 1538 i Stora Dala i Västergötland, död 3 juni 1605 (avrättad och gravsatt i Gråmunkeklostret, nuvarande Riddarholmskyrkan), var svensk friherre (1569) och riksråd. 
Han var son till kammarrådet Nils Pedersson till Åkerö till Vik och Dala, riksråd, och Anna Hogenskild, arvtagare till Åkerö, Nynäs, Vik och Lahinen (som dottern till "Finska" Anna Hansdotter), änkan i Hedensö gård, var Hogenskild Bielke var en av de främsta företrädarna för högadelns politiska maktanspråk i Vasatidens Sverige. Han var ägare till Nynäs och Lahinen gård i Sääxmäki, båda i Finlad, och njöt även hustruns gods Ulvåsa i Östergötland. Hans bröder ärvde Vik slott i Uppland och Åkerö i Södermanland. Systern Karin ärvde [[någonting]] i Västergötland och halvsystrarna Kirstin Vik på Kimitö och Ingeborg Hedensö.

## Biografi
Hogenskild Bielke studerade bland annat i Åbo latinskola, Köpenhamn och Wittenberg 1551. Under Gustav Vasas tid innehade han flera hovämbeten, och blev 1562 riksråd. Han blev vid kung Erik XIV:s kröning slagen till riddare och några år därefter utnämnd till riksråd, han förordnades till »öfverste-befallningshafvande öfver allt krigsfolket i Småland och Västergötland», för att mota danskarna, när dessa 1567 trängde in i landet under Daniel Rantzau. Men han blev överraskad av dem och tillfångatagen, fast snart åter frigiven. Efter kung Eriks fall sökte Bielke sin lycka hos konung Johan och upphöjdes vid hans kröning 1569 till friherre med Läckö (27 februari 1571) till friherreskap. Han nämndes i samband med komplotten 1574.
När Johan 1589 drog till Reval för att sammanträffa med sin son Sigismund förordnades Bielke jämte Axel Bielke att handha riksstyrelsen under hans frånvaro. Hogenskild Bielke var en ivrig förfäktare av adelns makt och företrädesrättigheter och ställde sig, sedan brytningen inträffat mellan hertig Karl och Sigismund, obetingat på den senares sida, emedan han ansåg att hans egna och adelns anspråk skulle härigenom lättare kunna upprätthållas. 
Bielke var bland dem som ställdes inför rätta vid Linköpings riksdag, men i brist på bevis och emot sitt eget nekande kunde han inte kunde fällas. Detta trots att hertig Karl svor "att den gamle räven var rätta orsaken till allt". Hans mål blev uppskjutet till ett följande möte. Av denna anledning och med hänsyftning på hans sjukdom skrev hertigen till honom: "Alldenstund Gud allsmäktig, som en rättvis domare och hämnare är över allt förräderi, haver hemsökt Eder med sitt straff, så bör Oss icke falla uti Hans dom."
Hogenskild Bielke hölls kvar i fängelse och denna fångenskap varade sedan till hans död. Händelserna vid Linköpings blodbad år 1600 upprörde den åldrige Bielke så häftigt, att han, glömsk av sin forna försiktighet, inlät sig i en farlig brevväxling med Krister Horn och de landsflyktiga i Polen. Flera av hans brev, vilka andades hämnd och bitterhet emot Karl IX, blev uppsnappade.
Bielke anklagades på nytt vid riksdagen i Stockholm 1605, och breven användes som bevis. Han kunde inte förneka vad han själv skrivit, och dömdes till döden.
I ständernas dom heter det bland annat "att han, som en skändelig äretjuv, har hållit vår allernådigste konung för en djävulsk, ogudaktig, falsk och blodtörstig tyrann och skrifteligen kallat honom en obarmhärtig och oblid förföljare, önskande att han måtte förgås uti sin egen onska".
Redan från ungdomen hade han plågats av podager; detta onda hade genom hans långvariga vistelse i fängelset nått en sådan höjd att han måste bäras på en stol till Stortorget, där avrättningen försiggick 3 juni 1605. Hans huvud sattes upp på Stockholms stadsmur, medan kroppen begravdes i Riddarholmskyrkan. Efter Karl IX:s död fick hans släktingar tillåtelse att återbegrava kroppen i Ekebyborna kyrka, där han vilar tillsammans med sin hustru.
Hogenskild Bielke var en man av stora egenskaper men orolig, härsklysten och avundsam. Han var alltsedan konung Johans död personlig ovän till Karl IX, som å sin sida hyste stor farhåga för den sluge partimannen och vanligen hedrade honom med benämningarna »den listige räven»; och »gamle basilisken». Hans stora bok- (270 volymer) och handskriftssamling (16 volymer), finns delvis bevarad på universitetsbiblioteket i Uppsala, medan övriga delar tidigt skingrades till andra svenska bibliotek.

## Familj
Bielke gifte sig 1569 på Hörningsholms slott med Anna Svantesdotter Sture, dotter till Svante Sture den yngre och Märta Eriksdotter Leijonhuvud. Han blev änkling 1595. Hans barn var Ebba Bielke (Hogenskildsdotter) (1570–1618), Nils Bielke (Hogenskildsson) (1572–1575), Kerstin Bielke (Hogenskildsdotter) (1575–), Svante Bielke (Hogenskildsson), Peder Bielke (Hogenskildsson) ( –1587) samt Sten Bielke (Hogenskildsson).